# John Dawson Winter III
Pour l’article homonyme, voir John Dawson (2e comte de Portarlington).
Albums de Johnny Winter
Saints and Sinners
(1974) Captured Live!
(1976)
John Dawson Winter III, paru fin 1974, est le septième album studio de Johnny Winter.

## Album
Son premier album pour le label Blue Sky Records (en), « John Dawson Winter III » est le nom complet du guitariste. La chanson Mind Over Matter a été sortie en single avec Pick Up On My Mojo en face B.
Toutes les chansons écrites par d'autres l'ont été spécialement pour Johnny Winter sauf Rock & Roll People composée par John Lennon en 1970 qu'il lui a offerte, et Raised On Rock de Mark James composée en 1973 pour Elvis Presley.

## Titres
Les chansons sont écrites par Johnny Winter sauf indication contraire.
| No  | Titre                                            | Durée |
| --- | ------------------------------------------------ | ----- |
| 1.  | Rock & Roll People (John Lennon)                 | 2:43  |
| 2.  | Golden Olden Days of Rock & Roll (Vic Thomas)    | 3:01  |
| 3.  | Self Destructive Blues                           | 3:28  |
| 4.  | Raised On Rock (Mark James)                      | 4:39  |
| 5.  | Stranger                                         | 3:54  |
| 6.  | Mind Over Matter (Mark James)                    | 4:10  |
| 7.  | Roll With Me (Allen Toussaint)                   | 3:03  |
| 8.  | Love Song to Me                                  | 2:06  |
| 9.  | Pick Up On My Mojo                               | 3:22  |
| 10. | Lay Down Your Sorrows (Barry Mann, Cynthia Weil) | 4:05  |
| 11. | Sweet Papa John                                  | 3:09  |

## Musiciens
- Johnny Winter : chant, guitare, harmonica
- Randy Jo Hobbs : basse
- Richard Hughes : batterie

Invités
- Kenny Ascher : piano sur Golden Olden Days of Rock & Roll.
- Edgar Winter : piano sur Stranger et Lay Down Your Sorrows, clavecin sur Raised On Rock.
- Rick Derringer : guitare sur Love Song to Me.
- Paul Prestopino : guitare pedal steel sur Raised On Rock et banjo sur Love Song to Me.